# Советский дирижаблист
«Сове́тский дирижабли́ст» — советская газета рабочего посёлка Дирижаблестрой (ныне город Долгопрудный, Московская область). Выпускалась ведущим предприятием по производству дирижаблей «Дирижаблестрой» с 1934 по 1940 год. Газета выходила через день. Розничная цена выпуска составляла 5 копеек, газета также распространялась по подписке.
«Советский дирижаблист» является исторически первой городской газетой в Долгопрудном.

## История
Первый номер газеты вышел 21 января 1934 года.
Редакция «Советского дирижаблиста» принимала активное участие в жизни завода «Дирижаблестрой» и тогда рабочего посёлка Дирижаблестрой (ныне Долгопрудный). Редакционный совет сплачивал вокруг себя активистов и был постоянным организатором и участником различных мероприятий, от производственных встреч до культурных-массовых работ.
Центральное место в газете предприятия, ведущего в авиационной отрасли, занимали статьи о лучших работниках завода, ходе технологических процессов и обмене передовым опытом, важности задач, стоящих перед коллективом, призванным укрепить государство. Освещались также результаты социалистического соревнования, выполнение планов цехами предприятия, новаторский и рационализаторский опыт. Кроме этого, затрагивались вопросы жилищного строительства, быта, культуры и спорта. Газета выполняла не только функцию средства массовой информации, через неё простые рабочие могли пожаловаться на самодурство начальства или тяжёлые жилищные условия. Была в газете и отдельная рубрика, в которой нарушители норм и правил проживания в посёлке «Дирижаблестроя» публично подвергались критике.
Ответственный редактор А. Данилов, секретарь редакции Гланц, и другие члены редакционной коллегии вместе с поселковым советом проводили так называемые «выездные редакции». В каждом отделе была своя стенгазета («стенновка»). Например, в механическом цехе выходила газета «За ударный цех», которую редакция «Советского дирижаблиста» жёстко критиковала за «недостаточно зубастое» содержание, длинные тексты и невыразительное оформление. Считалось, что «главное достоинство газеты — её действенность», а стенновка «За ударный цех» не была примером качества и не могла побуждать людей бороться за дисциплину и качество продукции. В свою очередь, современные авторы воспринимают проблемы, с которыми боролась газета «Советский дирижаблист», скорее как комические: «завстоловой присваивает три с половиной килограмма крымских яблок, хлеборез Симаков „растаскивает сельди“, борьба с тараканами не проводится, „так как работники комендатуры слишком хитры“» и т. п.

Первая страница выпуска газеты от 11 марта 1939 года

В 1935 году в редакции газеты «Советский дирижабль» был организован кружок рабочих корреспондентов. На этом кружке они давали практические советы редакторам и корреспондентам «стенновок». Рабочие и инженеры, принимавшие активное участие в жизни своих предприятий, на общественных началах старались внести свой вклад в улучшение производства и жизни.
В марте 1935 года, в связи с массовыми зачистками после убийства Сергея Кирова, сменилось не только руководство предприятия, но и редакционный совет газеты. Главным редактором был назначен А. Марков, заменивший А. Данилова. В сентябре 1935 года в газете «Правда» был опубликован фельетон, в котором высмеивалось излишне придирчивое отношение в газете «Советский дирижаблист» к содержанию публикуемых стихов, приведшее к увольнению из газеты поэта Скрябина. Через неделю после публикации фельетона в «Правде» поэт Скрябин был восстановлен в редакции, а исполняющий обязанности начальника политотдела «Дирижаблестроя» Антипов и главный редактор «Советского дирижаблиста» Марков были уволены.
В 1936 году исполняющим обязанности главного редактора был Я. Бытырев, в 1938 году — Ф. Ф. Прохоров, в 1939 году — Н. С. Нежданов, в 1940 году — В. Уланов, а затем В. П. Юриков. Последний номер газеты вышел 11 февраля 1940 года.

## Культурное влияние
В 2011 году подшивка газет «Советский дирижаблист» была оцифрована сотрудниками Российской государственной библиотеки на средства, собранные членами Общества краеведов города Долгопрудный. В том же году вышла книга «Дирижаблестрой на Долгопрудной: 1934-й, один год из жизни», посвящённая истории советского дирижаблестроения. Источником большей части сведений, приведённых в книге, послужили как раз статьи и заметки из газеты «Советский дирижаблист».
В 2017 году вышла в свет, написанная преимущественно по материалам газеты «Советский дирижаблист», книга «Девятьсот часов неба. Неизвестная история дирижабля „СССР-B6“». Также по материалам газеты была написана, вышедшая в том же году, краеведческая книга «История школ г. Долгопрудного».

## Известные авторы
- В газете публиковался К. Э. Циолковский[15].
- В газете работал художник Борис Лебедев[16].
- В газете публиковался воздухоплаватель Иван Паньков[17].

## Издатель
В разные годы менялся издатель газеты, который указывался в подзаголовке после названия:
| Издатель                                                            | Годы      | Выпуски газеты |
| ------------------------------------------------------------------- | --------- | -------------- |
| Орган политотдела и профкома Дирижаблестроя                         | 1934      | № 1—75         |
| Орган политотдела Дирижаблестроя                                    | 1934—1936 | № 76—281       |
| Орган политотдела, завкома и постройкома Дирижаблестроя             | 1936      | № 308—340      |
| Орган парткомов, дирекции, профорганизаций Дирижаблестроя и Эскадры | 1936      | № 354—365      |
| Орган парткома и командования управления воздухоплавания Аэрофлота  | 1938      | № 441—448      |
| Орган политотдела управления воздухоплавания Аэрофлота              | 1939—1940 | № 468—515      |